# Sidney McGill
Sidney McGill, née le 1er février 1999, est une coureuse cycliste canadienne, spécialiste du cyclo-cross.

## Biographie
Sidney McGill est originaire d'Edmonton. Adolescente, on lui diagnostique un trouble de la thyroïde qui l'empêche de faire du sport. Néanmoins, elle représente le Canada à plusieurs reprises chez les jeunes aux championnats du monde de VTT et de cyclo-cross. En plus de ses activités sportives, McGill étudie à l'Université Queen's. 
En 2016 et 2019, elle est à deux reprises championne du Canada de cyclo-cross espoirs (moins de 23 ans). Chez les élites, son succès le plus important est sa victoire au championnat panaméricain de cyclo-cross en 2024 devant Isabella Holmgren. Son meilleur résultat en Coupe du monde est une cinquième place à Val di Sole en 2023. 

## Palmarès en cyclo-cross
- 2016-2017
  -  Championne du Canada de cyclo-cross espoirs
  - 4e du championnat panaméricain de cyclo-cross espoirs
- 2018-2019
  - 8e du championnat panaméricain de cyclo-cross espoirs
- 2019-2020
  -  Championne du Canada de cyclo-cross espoirs
  -  Médaillée de bronze du championnat panaméricain de cyclo-cross espoirs
- 2022-2023
  -  Médaillée d'argent du championnat panaméricain de cyclo-cross
- 2023-2024
  - Cyclocross de Lévis, Lévis
- 2024-2025
  -  Championne panaméricaine de cyclo-cross
  - Englewood Open CX Day 1, Fall River
  - Englewood Open CX Day 2, Fall River
  - 3e du championnat du Canada de cyclo-cross